# Neri Bandiera
Neri Ricardo Bandiera (Rosario, 3 luglio 1989) è un calciatore argentino, attaccante dell'Atlético Grau.

## Carriera
È cresciuto nelle giovanili della Juventud Unida.